# Ambanganga Korale Division
Ambanganga Korale Division är en division i Sri Lanka.   Den ligger i provinsen Centralprovinsen, i den centrala delen av landet, 110 km nordost om huvudstaden Colombo.